# 庇護谷 (加利福尼亞州)
庇護谷（英語：Shelter Valley）是位於美國加利福尼亞州聖地牙哥縣的一個非建制地區。該地的面積和人口皆未知。

## 地理
庇護谷的座標為33°04′39″N 116°26′18″W / 33.07750°N 116.43833°W，而該地的平均海拔高度為707米（即2320英尺）。